# Вакуленко Юрій Євгенович
Ю́рій Євге́нович Ваку́ленко (нар. 19 листопада 1957, Нижній Тагіл, Росія) — український живописець, графік, представник Нової хвилі,музеєзнавець, генеральний директор Київської національної картинної галереї (2004-2024), доцент кафедри НАКККіМ, дійсний член Міжнародної ради з охорони пам'яток та історичних місць (2008), член-кореспондент НАМ України (2021),Народний художник України (28 червня 2025).

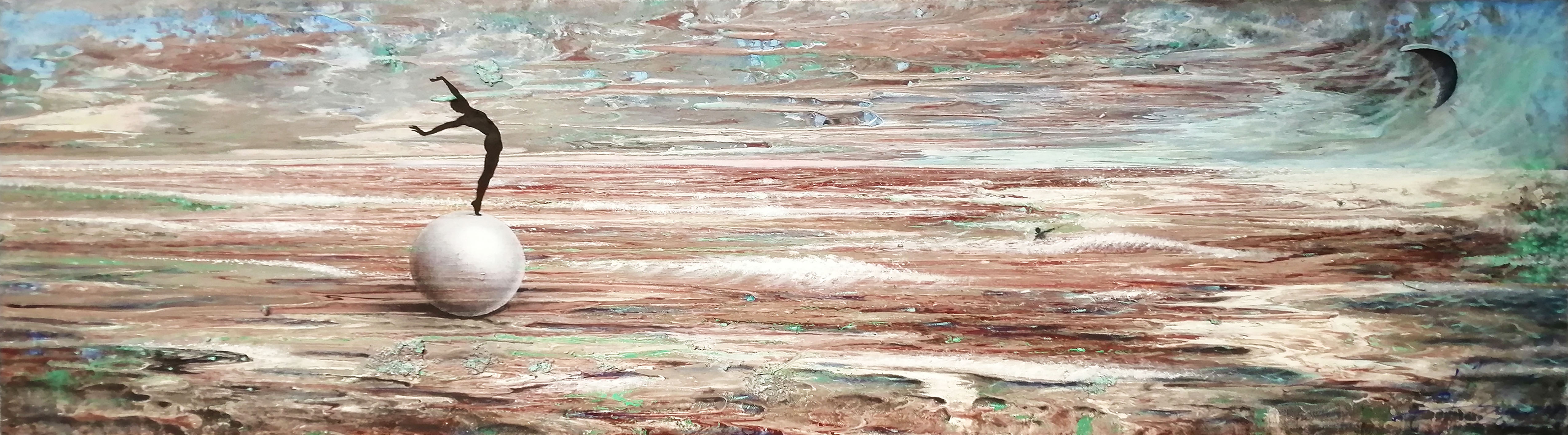
Ю. Вакуленко. Рухомість спокою. П.,о., акрил. 50х180. 2021

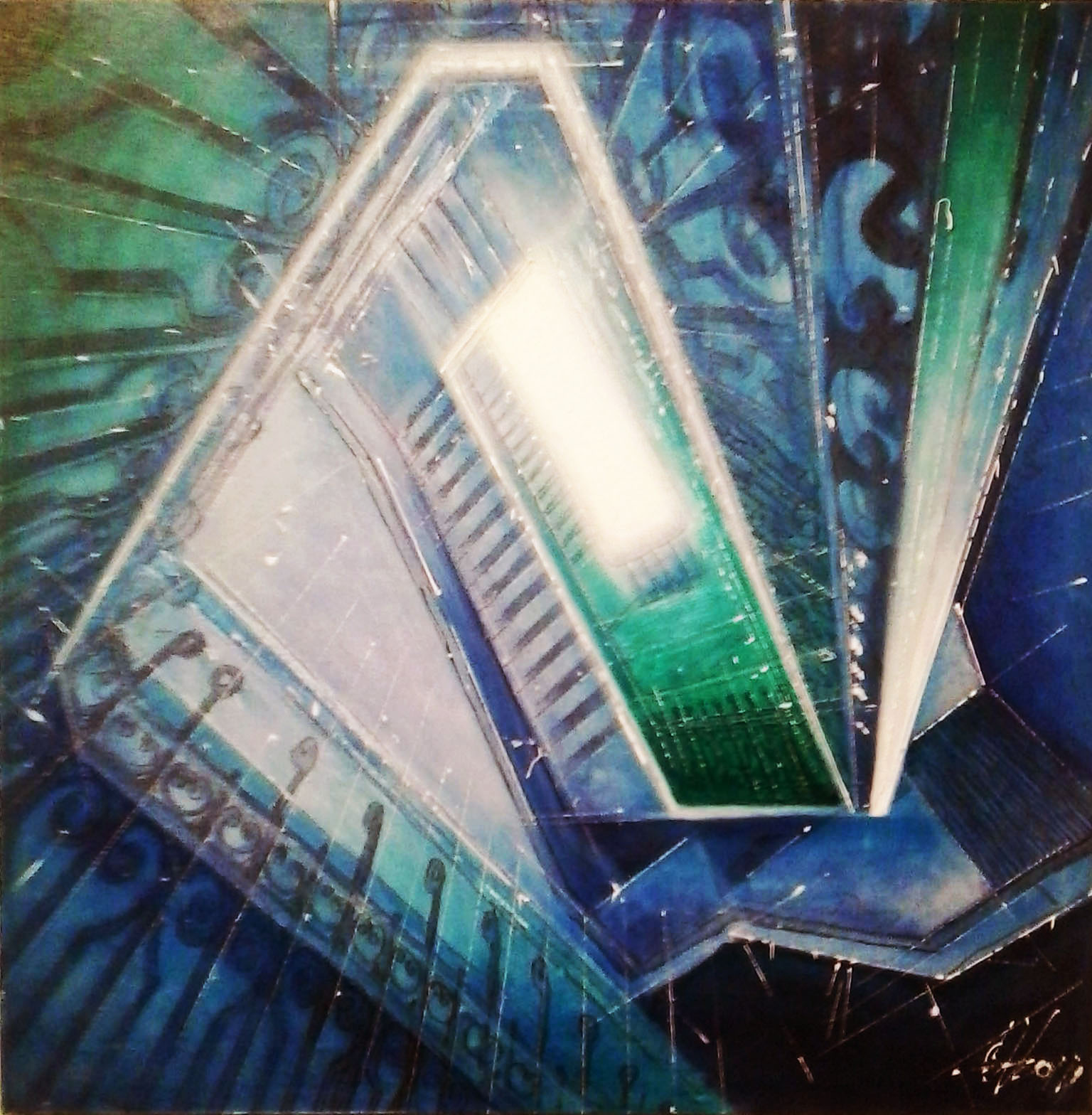
Ю. Вакуленко. Сходинки до неба-2. П.,о. 80х80. 2015

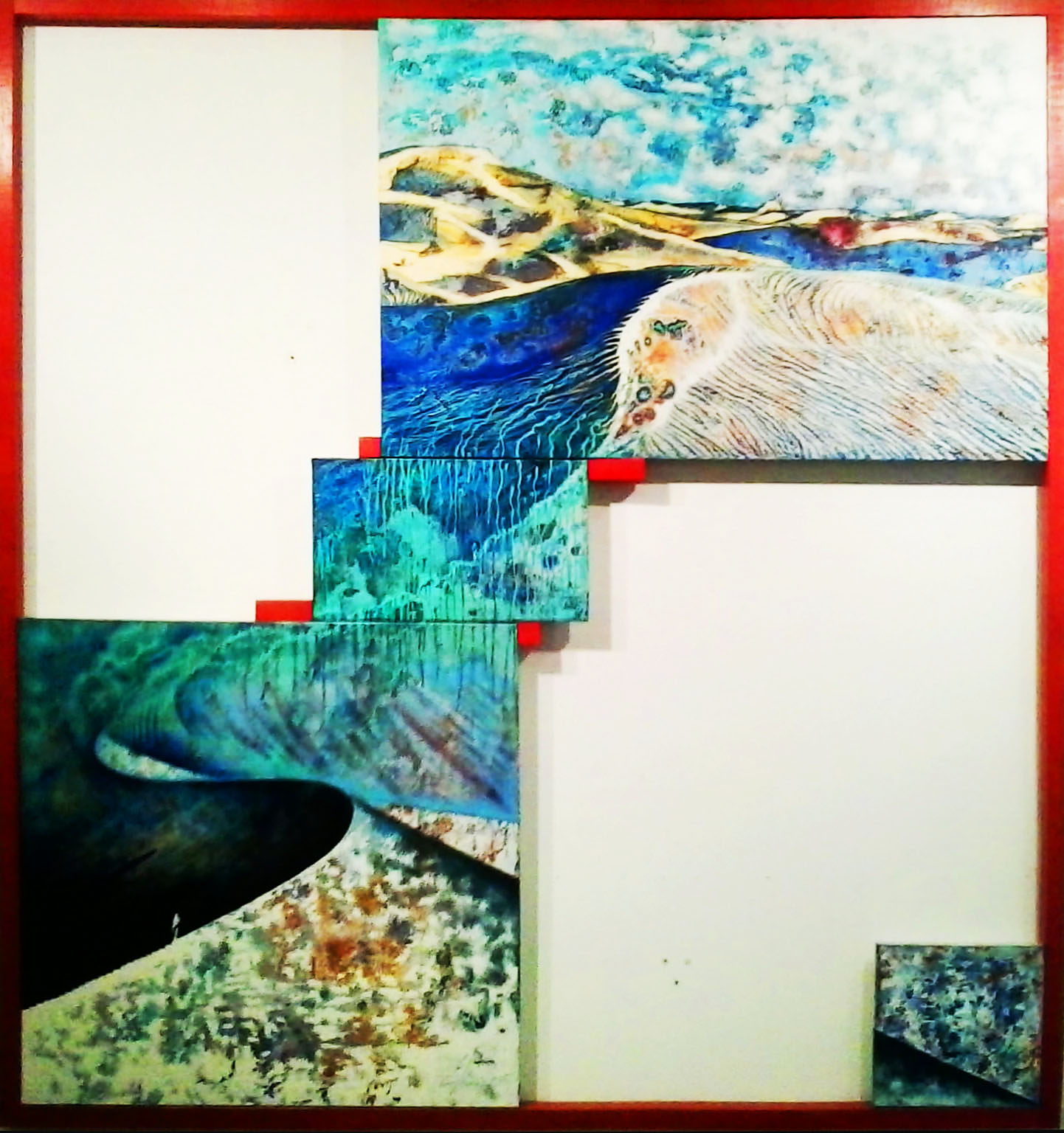
Ю. Вакуленко. Композиція — чотири. П.,о. 100х100. 2015

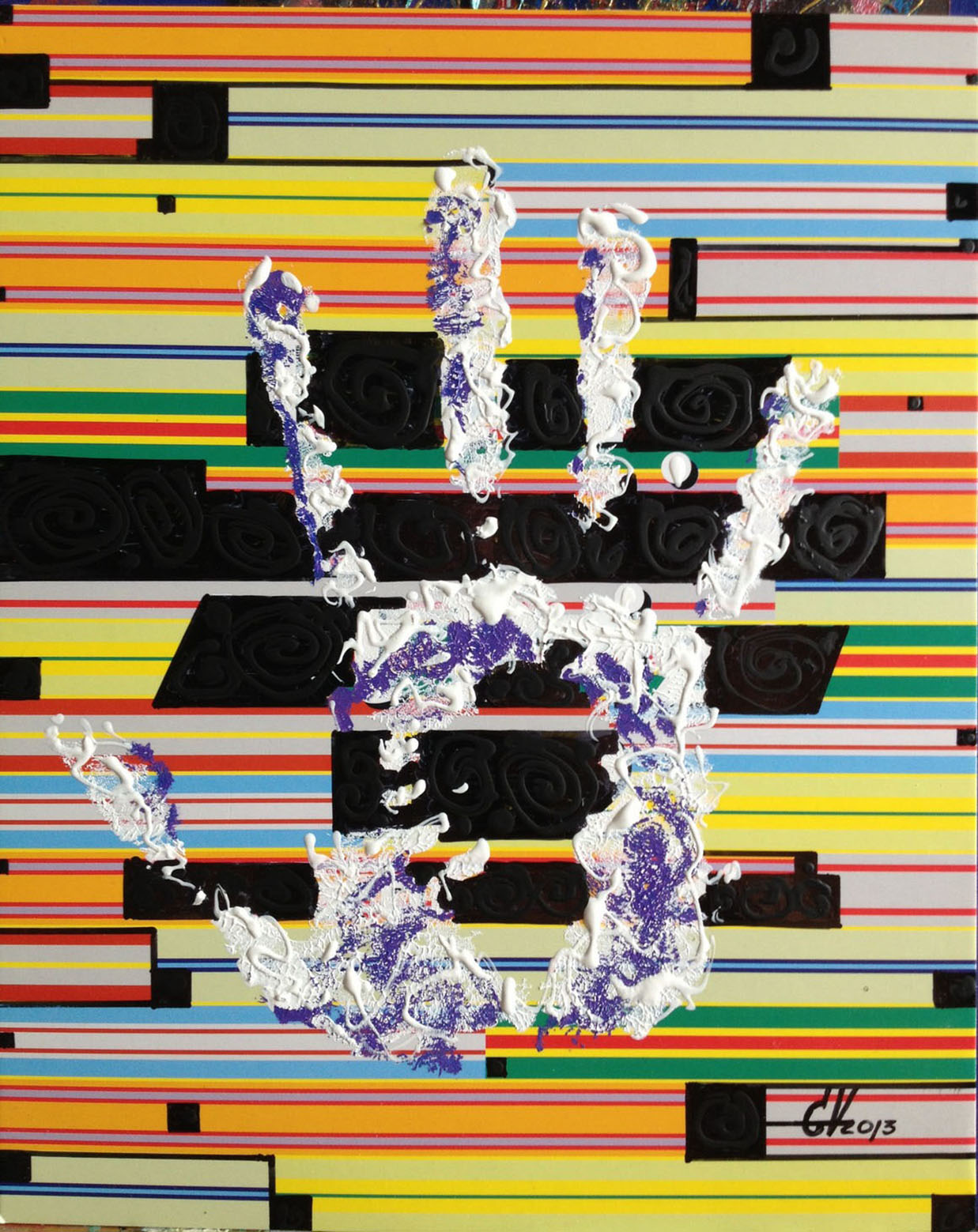
Ю. Вакуленко. З серії «Дотики»-7. П.,о. 40х30. 2013

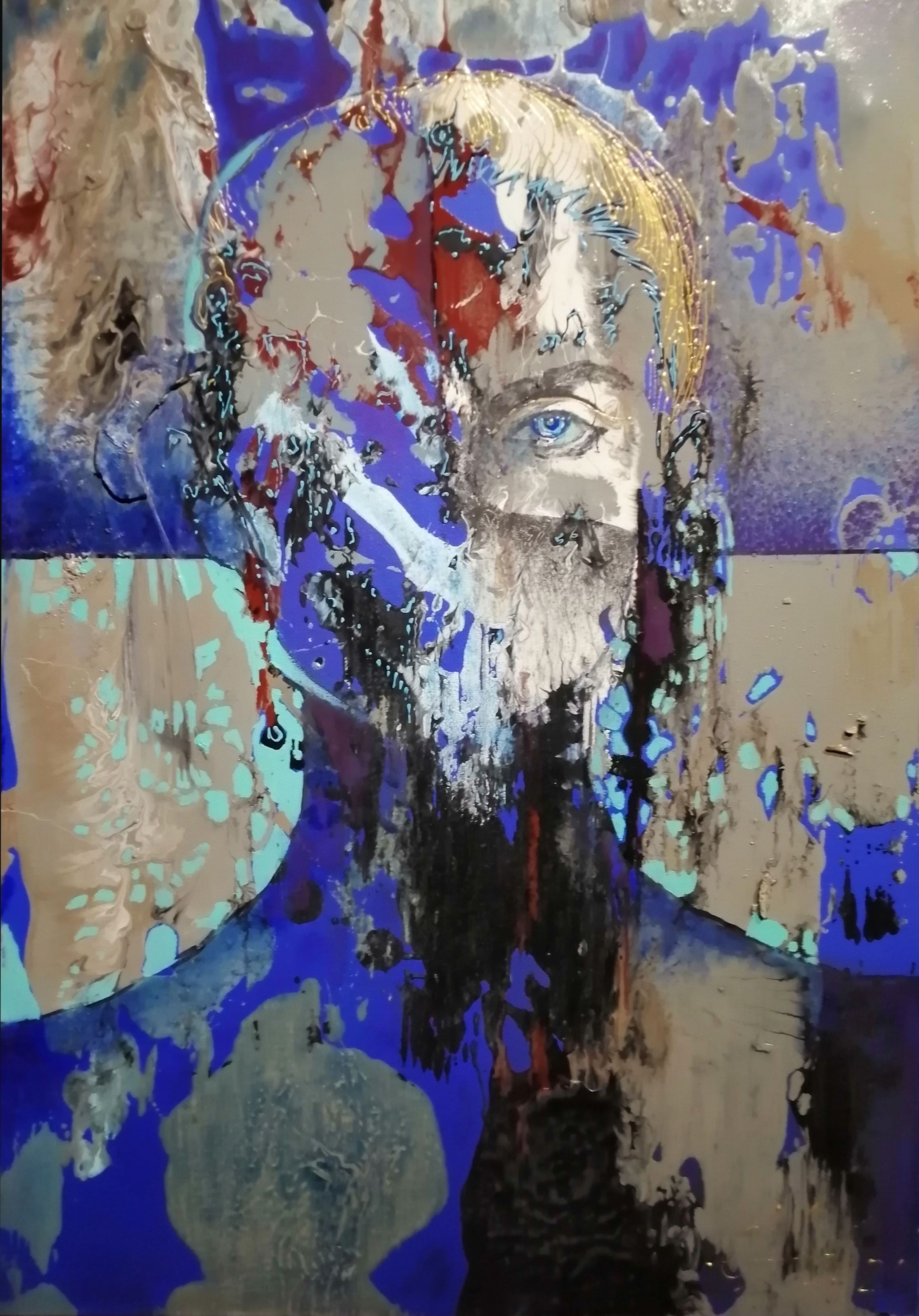
Ю. Вакуленко. Венера-1 (з триптиху). П.,о., акрил. 60х40. 2021

## Життєпис
Юрій Вакуленко народився 19 листопада 1957 року в місті Нижній Тагіл, в сім'ї, де батьки мали музичну освіту і шанували мистецтво. Батько Вакуленко Євген Іванович був хоровим диригентом (до того під час війни у нього була робота на танковому заводі Нижнього Тагілу, куди його евакуювали з Маріуполя по закінченні ФЗУ). Опанувавши музичну справу, батько також захопився живописом і вправно копіював улюблених майстрів олійними фарбами на полотні. Отже, ця справа дуже сподобалася сину. Згодом сім'я не раз переїжджала до інших міст, з умовою, щоб Юрій мав змогу вчитися на художника.
У Баку навчався (1973—1977) в Азербайджанському Художньому училищі. В Києві закінчив КДХІ (1980 — 1986, у О. Будникова, О. Кисельова), отримавши фах художника-реставратора. Певний час працював за спеціальністю як експерт вищої кваліфікації з живопису старих майстрів.
З 2004 по 2024 Ю. Вакуленко обіймав посаду директора Київської національної картинної галереї. За багато років роботи керівник значно покращив статус музею, ввів чимало корисних удосконалень у музейній справі, він постійно дбав про збереження й реставрацію цінних для України експонатів колекції, їх популяризацію за кордоном.
Поєднує виконання службових обов'язків з творчою діяльністю. Картини Вакуленка нерідко експонуються на виставках у галереях Києва, беруть участь на престижних західних аукціонах.

## Творчість
Самостійне художнє мислення Юрій Вакуленко виробив з ранньої юності й зберігає протягом життя. Постійно маючи справи з безліччю творів мистецтва, знаходить свій неповторний стиль і художню мову, виявляючи неабияку спостережливість та незаангажоване ставлення до подій сучасності.
У 1988  році був ініціатором створення альтернативної художньої групи «39.2°», до складу якої входили Володимир Архипов, Костянтин Самойленко, Олександр Кузнецов і Рафаель Левчин. В той же час група разом з мистецтвознавцем О.Євтушенко  заснувала художнє об'єднання Біла ворона, яке демонструвало авангардні твори в київському кінотеатрі «Зоряний» у 1988—1989 році  (за участі понад 25 митців). Ця подія виводила Українське мистецтво на значну відстань від гальмівного соціалістичного реалізму і дала поштовх до подальшої вільної формотворчості, визнаної також за кордоном .
Юрій Вакуленко — автор книги, в якій він змальовує свій творчий шлях, поїздки за кордон та співпрацю з колегами в Україні й світі, розмірковує та передає чимало емоцій. Книга багато ілюстрована понад 250 творами живопису й графіки автора та фотографіями з життя.
Творчість художника несе добро, мудрість і гармонію, якими він намагається збалансувати протиріччя сьогодення. В деяких, особливо ранніх роботах, відчуття сучасності митець висловлює загострено, переносячи на полотно красномовні артефакти життя, як от у серії «Знаки». В інших роботах звертається до метафоричної мови, як у серії «Арлекініада». Картини Ю. Вакуленка нерідко заповнюють звірі й птахи, неземні істоти, розчинені в багатобарвній напівабстрактній субстанції, які ніби несподівано з'являються і розчиняються. У створеному художником світі органічно співіснують з вигаданими істотами цілком реальні історичні особи та відомі міста, як інфанта Маргарита, собори Іспанії та інші. Юрій Вакуленко сміливо установлює діалог з минулим, аби знайти актуальні сенси й виявити приховані. Він експериментує зі стилями, балансує між фігуративними та нефігуративними образами, використовує принцип накладання кількох шарів зображення, у глибинах яких зашифровує знаки й символи.
Роботи художника знаходяться в музейних зібраннях Києво-Печерського заповідника, Національного музею «Київська картинна галерея», Національного музею Тараса Шевченка, Одеському художньому музеї, а також у приватних колекціях України, Ізраїлю, США.

### Основні виставки
2021 — «Три», персональна виставка в мистецькому центрі «Шоколадний будинок» Національного музею «Київська картинна галерея».
2019 — «…Ізми», персональна виставка в Музеї українського живопису, Дніпро.
2019 — «Арлекініада», галерея «Триптих АРТ», Київ.
2014 — персональна виставка «Моноанімалізми Юрія Вакуленка», Галерея НЮ АРТ, Київ.
2013 — «Дотики», персональна виставка в ЦСМ «Совіарт», Київ.
2011 — Fine art, Мистецький арсенал, Київ.
2011 — «Картина світу. Вільний погляд», дім Christie's, Лондон- спільно з галереями Тетяни Міронової та «Шоколадним будинком», Київ.
1990 — виставковий зал Mandala, Краків, Польща.

## Родина
Дружина  Оксана Підсуха (н. (1969)  —мистецтвознавиця, музеєзнавиця.
Сини:
- Євген Юрійович Вакуленко (н. 1983) —фотограф.
- Владислав Юрійович Вакуленко (н. 1985) — директор галереї Vakulenko Art Consulting.[8]

## Нагороди
- Народний художник України (28 червня 2025)[9]
- Орден «За заслуги» ІІ ступеня (9 листопада 2020 ) —  за значний особистий внесок у розвиток національної культури і мистецтва, вагомі творчі здобутки та високу професійну майстерність [10].
- Орден «За заслуги» III ступеня (30 листопада 2012) —  за значний особистий внесок у соціально-економічний, науково- технічний, культурно-освітній розвиток Української держави, вагомі трудові досягнення, багаторічну сумлінну працю [11].
- Заслужений працівник культури України (30 листопада 2005) — за вагомі досягнення в розвитку культури і мистецтва, збереження історико-культурної спадщини українського народу [12].
- Знак пошани Київського міського голови[джерело?]
- Кавалер ордена Карла Фаберже (знак № 17, 2007, Меморіальний фонд Карла Фаберже)[джерело?].

## Громадська діяльність
Від 28 квітня 2011 — член Ради з питань розвитку Національного культурно-мистецького та музейного комплексу Мистецький арсенал, Київ..